# Корона принца Астурії

Геральдична корона принца Астурії

Корона принца/принцеси Астурії (ісп.: Corona del príncipe de Asturias) — один з атрибутів королівської влади в Іспанії, королівський клейнод спадкоємця престолу принца Астурії, що сам по собі є знаком цього титулу. 
Існує два різновиди цього терміна: геральдична корона принца Астурії, що є символом спадкоємця престолу; може використовуватись в гербах або іншій символіці.  При цьому слід відрізняти геральдичну корону принца Астурії та геральдичну корону інфанта.
Матеріальна корона принца Астурії використовується для урочистих офіційних церемоній.